# 牙忽都
牙忽都（？—1311年），又作牙忽秃、雅忽秃、押忽秃，元睿宗拖雷第八子拨绰之孙，其父薛必烈杰儿。
牙忽都十三岁时袭祖父拨绰职务统军。1275年，随北平王那木罕北征，不从昔里吉叛乱。1276年，被昔里吉囚禁。1277年，趁元朝大将伯颜北征之机，他作为内应，于是脱逃。1281年，元世祖赐他耒阳州五千三百四十七户为食邑。1284年，他和土土哈一起讨伐海都。1287年，在克鲁伦河讨伐乃颜的党羽也不干。1290年，被海都所败，妻儿尽失，和十余人逃归，被世祖抚慰，封为镇远王。1307年，元成宗驾崩，他和诸王拥立海山为元武宗。元武宗封他为楚王。

## 资料来源
- 《元史·列传第四》
- 《新元史·列传第七》